# Relació portadora-soroll

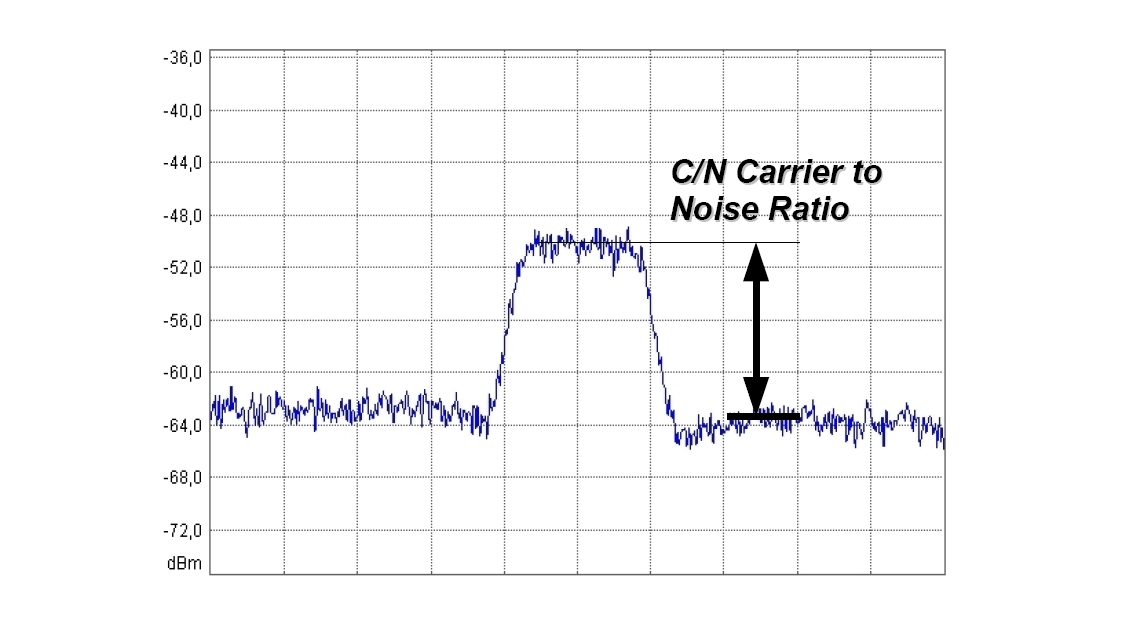
Relació portadora/soroll d'un senyal QPSK.

En telecomunicacions, la relació portadora-soroll, sovint escrita CNR o C/N, és la relació senyal-soroll (SNR) d'un senyal modulat. El terme s'utilitza per distingir el CNR del senyal de banda de pas de radiofreqüència del SNR d'un senyal de missatge de banda base analògic després de la demodulació. Per exemple, amb la ràdio FM, la força de la portadora de 100 MHz amb modulacions es consideraria per a CNR, mentre que el senyal de missatge analògic de freqüència d'àudio seria per a SNR; en cada cas, en comparació amb el soroll aparent. Si aquesta distinció no és necessària, sovint s'utilitza el terme SNR en comptes de CNR, amb la mateixa definició.
Senyals modulats digitalment (per exemple QAM o PSK) estan formats bàsicament per dos portadors CW (els components I i Q, que són portadors fora de fase). De fet, la informació (bits o símbols) és transportada per combinacions donades de fase i/o amplitud dels components I i Q. És per aquest motiu que, en el context de les modulacions digitals, els senyals modulats digitalment s'acostumen a denominar portadors. Per tant, es prefereix el terme relació portadora-soroll (CNR), en lloc de relació senyal-soroll (SNR), per expressar la qualitat del senyal quan el senyal ha estat modulat digitalment.
Les relacions C/N altes proporcionen una bona qualitat de recepció, per exemple, una taxa d'error de bits baixa (BER) d'un senyal de missatge digital o una SNR alta d'un senyal de missatge analògic.

## Definició
La relació portadora a soroll es defineix com la relació entre la potència del senyal portadora modulada rebuda C i la potència de soroll rebuda N després que els filtres del receptor:
{\displaystyle \mathrm {CNR} ={\frac {C}{N}}}
Quan tant la portadora com el soroll es mesuren a través de la mateixa impedància, aquesta relació es pot donar de manera equivalent com:
{\displaystyle \mathrm {CNR} =\left({\frac {V_{C}}{V_{N}}}\right)^{2}}
on {\displaystyle V_{C}} i {\displaystyle V_{N}} són els nivells de tensió d'arrel quadrada mitjana (RMS) del senyal portador i del soroll, respectivament.
Les relacions C / N sovint s'especifiquen en decibels (dB):
{\displaystyle \mathrm {CNR_{dB}} =10\log _{10}\left({\frac {C}{N}}\right)=C_{dBm}-N_{dBm}}
o en termes de tensió:
{\displaystyle \mathrm {CNR_{dB}} =10\log _{10}\left({\frac {V_{C}}{V_{N}}}\right)^{2}=20\log _{10}\left({\frac {V_{C}}{V_{N}}}\right)}